# ベインズ (霜月かよ子の漫画)
『ベインズ』（veins）は、霜月かよ子による日本の漫画。『別冊フレンド』（講談社）にて2009年6月号・7月号に前後編で掲載された。単行本はKC別フレより全1巻 (ISBN 978-4-06-341651-0) 。

## あらすじ
音楽学校に通う女子高生の美夏は、バイオリン教室の教師・秋月に恋をしていた。彼が担当する初心者コースにいたくて、何かと理由を作っては試験を免れてきた。だが、一度見聞きしたことを忘れることができないという特異な能力を持つ秋月は美夏を拒む。

## 登場人物
日高 美夏（ひだか みか）
音楽学校の1年生。放課後にバイオリン教室に通っており、そこの初心者コースの教師・秋月に恋をしている。
秋月 秀明（あきづき ひであき）
21歳。音大生。5歳の時に母が目の前で亡くなり、全てのことを忘れることができなくなった。見たくない思い出を記憶の奥底に埋めておくために音楽を始めた。美夏が試験を避けるために言ってきた言い訳も一言一句違わず全て覚えている。

## 単行本併録作品
ライオン
『別冊フレンド』増刊 別フレ2009 1月号掲載
映画を作るという同じ夢を追いかけていた親友が変わってしまったのはなぜ? 話す機会を失ったまま彼女は事故で亡くなってしまう。彼女の心変わりの理由が知りたくて、死者に会わせてくれるという胡散臭いサイトに依頼してしまう。
ROOM1/4 -金欠シンデレラ-
『別冊フレンド』2004年5月号増刊 THE 別フレSpecial 掲載
ド貧乏の大学生・フサが恋をしたのは、同じ大学に通う財閥の御曹司。貧乏臭い女は嫌いという彼に、貧乏であることがバレないようにしながら、少しずつ距離を縮めていく。